# Сейшелы (аэропорт)
Сейшельский международный аэропорт (англ. Seychelles International Airport/фр. Aéroport International de Seychelles - Pointe Larue) (ИАТА: SEZ, ИКАО: FSIA) расположен на острове Маэ, Сейшельские острова, недалеко от столицы островов, города Виктория. Аэропорт является крупнейшим на Сейшельских островах, расположен на высоте 3 метра над уровнем моря и имеет одну бетонную взлётно-посадочную полосу длиной 2,987 метров, что позволяет принимать все типы воздушных судов. Аэропорт имеет три терминала: международный, внутренний и грузовой. Кроме того, на аэродроме находится военная база Сейшельских вооруженных сил. Аэропорт был открыт 20 марта 1972 года королевой Великобритании Елизаветой Второй. В 2010 году аэропорт обслужил 618 675 пассажиров.

## Авиакомпании, обслуживающие аэропорт
- Air Seychelles — локальные и интернациональные направления
- Аэрофлот
- Air Austral
- Condor Flugdienst
- Kenya Airways
- Ethiopian Airlines
- Emirates
- Etihad Airways
- Turkish Airlines
- Qatar Airways